# Анселм Франц фон Ингелхайм (архиепископ на Майнц)
Анселм Франц фон Ингелхайм (на немски: Anselm Franz von Ingelheim; * 16 септември 1634, Кьолн; † 30 март 1695, Ашафенбург) е четвъртият щатхалтер на Ерфурт, курфюрст и архиепископ на Майнц (1679 – 1695).

## Живот
Той е единственият син на курмайнцския маршал Георг Ханс фон Ингелхайм и съпругата му Анна Елизабет Щурмфедер фон Опенвайлер.
Родителите му бягат от Ингелхайм в Кьолн, заради нападенията на шведите. Те се връщат в родината и той посещава йезуитската академия в Понт-à-Мусон. Там той следва право и теология. През 1660 г. той е домкапитулар в Майнц и същата година на 5 май 1660 г. е ръкоположен за свещеник от вай-епископ Хайнрих Волтер фон Щреверсдорф (1588 – 1674). От 1675 до 1679 г. той е щатхалтер на Курфюрство Майнц в Ерфурт.
На 7 ноември 1679 г. Анселм Франц е избран за архиепископ на Майнц и така ерцканцлер на Свещената Римска империя на немската нация и е помазан на 11 март 1680 г. Той издава 48 „полицейски наредби“. Той непрекъснато трябва да бяга от френската войска на Луи XIV.
Анселм Франц коронова през 1689 г. императрица Елеонора Магдалена, съпругата на кайзер Леополд I, и след една година техния син Йозеф I за крал на Унгария.
От 1691 до 1695 г. той напуска Майнц, заради наследствената война и живее в епископската лятна резиденция дворец Йоханисбург в Ашафенбург. Анселм Франц умира там и по негово желание е погребан в манастирската църква „Св. Петър и Александер“. Сърцето му е погребано в катедралата на Майнц, където му издигат паметник.

- 10 Дуката с Анселм Франц фон Ингелхайм (1682)
- Гробът на Анселм Франц в катедралата на Майнц
- Епитаф в Ашафенбург